# コスモス7号
コスモス7号(Kosmos 7、ロシア語:Космос 7)またはZenit-2 No.4は、1962年に打ち上げられたソビエト連邦の偵察衛星である。西側ではスプートニク17号(Sputnik 17)とも呼ばれる。7機目のコスモス衛星であり、ソビエト連邦の偵察衛星の打上げ成功は2度目であった。また、ボストーク-2の打上げに2度目の挑戦で初めて成功した。同様にゼニット2を搭載していたボストーク-2の最初の打上げは、打上げ数秒後にエンジンが不調を起こし、発射台から300m以内に墜落して爆発した。
打上げには、ボストーク2のs/n T15000-07が用いられた。1962年7月28日09:18:31(UTC)にバイコヌール宇宙基地ガガーリン発射台から打ち上げられた。
近地点197 km、遠地点356 km、軌道傾斜角64.9°、軌道周期90分の低軌道に乗せられた。4日間のミッションで、8月1日に軌道離脱し、パラシュートで着陸した。
コスモス4号は、かつて有人宇宙飛行に用いられたボストーク宇宙船に由来するゼニット2偵察衛星である。ゼニット2としては、コスモス4号に続く2機目である。次のゼニット2は、コスモス9号となった。コスモス7号は、地域測量ペイロードを積んでいた。偵察に加え、放射線の研究にも用いられた。